# 国家科技领导小组
国家科技领导小组，是中华人民共和国国务院已撤销的国务院议事协调机构，负责领导国家科技教育事业。

## 沿革
1982年12月20日，《中共中央、国务院关于成立国务院科技领导小组的通知》（中发〔1982〕54号）发出，决定成立国务院科技领导小组。由国务院总理赵紫阳任组长，方毅、宋平任副组长，国家计委、国家经委、国家科委、国防科工委、中国科学院、教育部、劳动人事部等部委的负责同志参加。国务院科技领导小组负责统一组织和管理全国科技阶段，统一领导科学技术长期规划，研究重大技术政策的决策，决定重大技术的引进和消化，协调各部门的科技工作等工作。各省、自治区、直辖市也相继建立了科技领导小组。
1996年3月18日，国家科技领导小组成立暨第一次会议在中南海举行，国务院总理李鹏任组长，温家宝、宋健任副组长。国家科技领导小组的主要职责是“研究、制定国家科技政策，讨论决定重大科技任务与项目，协调全国各部门科技工作的关系等”。
1998年6月25日，《国务院关于成立国家科技教育领导小组的决定》（国发〔1998〕20号）发出，国务院决定成立国家科技教育领导小组。
2018年7月28日，《国务院办公厅关于成立国家科技领导小组的通知》（国办发〔2018〕73号）发出，国务院决定将国家科技教育领导小组调整为国家科技领导小组。
2023年3月，《党和国家机构改革方案》（中发〔2023〕号））发出，决定组建中央科技委员会。不再保留中央国家实验室建设领导小组、国家科技领导小组、国家科技体制改革和创新体系建设领导小组、国家中长期科技发展规划工作领导小组及其办公室。

## 职责
1998年《国务院关于成立国家科技教育领导小组的决定》确定国家科技教育领导小组的主要职责是：“研究、审议国家科技和教育发展战略及重大政策；讨论、审议科技和教育重要任务及项目；协调国务院各部门及部门与地方之间涉及科技或教育的重大事项。”
2018年《国务院办公厅关于成立国家科技领导小组的通知》确定国家科技领导小组的主要职责是：“研究、审议国家科技发展战略、规划及重大政策；讨论、审议国家重大科技任务和重大项目；协调国务院各部门之间及部门与地方之间涉及科技的重大事项。”

## 组成人员
| 1998年《国务院关于成立国家科技教育领导小组的决定》确定的组成人员是： 组长 - 朱镕基（国务院总理） 副组长 - 李岚清（国务院副总理） 成员 - 曾培炎（国家发展计划委员会主任） - 盛华仁（国家经济贸易委员会主任） - 陈至立（教育部部长） - 朱丽兰（科学技术部部长） - 刘积斌（国防科学技术工业委员会主任） - 项怀诚（财政部部长） - 陈耀邦（农业部部长） - 路甬祥（中国科学院院长） - 宋健（中国工程院院长） - 徐荣凯（国务院副秘书长） | 2001年4月11日《国务院办公厅关于调整国家科技教育领导小组成员的通知》调整后的组成人员是： 组长 - 朱镕基（国务院总理） 副组长 - 李岚清（国务院副总理） 成员 - 曾培炎（国家发展计划委员会主任） - 李荣融（国家经济贸易委员会主任） - 陈至立（教育部部长） - 徐冠华（科学技术部部长） - 刘积斌（国防科学技术工业委员会主任） - 项怀诚（财政部部长） - 陈耀邦（农业部部长） - 路甬祥（中国科学院院长） - 宋健（中国工程院院长） - 徐荣凯（国务院副秘书长） |

| 2003年5月12日《国务院办公厅关于调整国家科技教育领导小组组成人员的通知》调整后的组成人员是： 组长 - 温家宝（国务院总理） 副组长 - 陈至立（国务委员） 成员 - 马凯（发展改革委主任） - 周济（教育部部长） - 徐冠华（科技部部长） - 张云川（国防科工委主任） - 金人庆（财政部部长） - 杜青林（农业部部长） - 路甬祥（中科院院长） - 徐匡迪（工程院院长） - 陈进玉（国务院副秘书长） - 陈佳洱（自然科学基金会主任） | 2008年5月26日《国务院办公厅关于调整国家科技教育领导小组组成人员的通知》调整后的组成人员是： 组长 - 温家宝（国务院总理） 副组长 - 刘延东（国务委员） 成员 - 张平（发展改革委主任） - 周济（教育部部长） - 万钢（科技部部长） - 李毅中（工业和信息化部部长） - 谢旭人（财政部部长） - 孙政才（农业部部长） - 路甬祥（中科院院长） - 徐匡迪（工程院院长） - 项兆伦（国务院副秘书长） - 陈宜瑜（自然科学基金会主任） - 邓楠（中国科协常务副主席、书记处第一书记） |

| 2013年《国务院办公厅关于调整国家科技教育领导小组组成人员的通知》（国办发〔2013〕64号）调整后的组成人员是： 组长 - 李克强（中共中央政治局常委、国务院总理） 副组长 - 刘延东（中共中央政治局委员、国务院副总理） 成员 （不详） | 2018年《国务院办公厅关于成立国家科技领导小组的通知》确定的国家科技领导小组组成人员是： 组长 - 李克强（国务院总理） 副组长 - 刘鹤（国务院副总理） 成员 - 何立峰（发展改革委主任） - 陈宝生（教育部部长） - 王志刚（科技部部长） - 苗圩（工业和信息化部部长） - 刘昆（财政部部长） - 张纪南（人力资源社会保障部部长） - 韩长赋（农业农村部部长） - 易纲（人民银行行长） - 肖亚庆（国资委主任） - 白春礼（中科院院长） - 李晓红（工程院院长） - 刘国治（中央军委科学技术委员会主任） - 怀进鹏（中国科协党组书记） - 陆俊华（国务院副秘书长） |

## 办事机构
1998年《国务院关于成立国家科技教育领导小组的决定》确定国家科技教育领导小组的办事机构是国家科技教育领导小组办公室，负责办理领导小组日常的事务性工作。办公室设在国务院办公厅，具体工作由秘书三局承办。办公室主任由徐荣凯兼任。另设一位专职副主任（副部长级）。历任主任、专职副主任是：
| 主任 - 徐荣凯（1998年－2001年5月，国务院副秘书长兼） - 高强（2001年7月－2003年4月，国务院副秘书长兼） - 陈进玉（2003年5月－2006年12月，国务院副秘书长兼） - 项兆伦（2006年12月－2013年4月，国务院副秘书长兼） …… | 专职副主任 - 李主其（1998年12月－2000年12月） - 廖晓淇（2000年12月－2003年3月） …… |

2018年《国务院办公厅关于成立国家科技领导小组的通知》确定的国家科技领导小组的办事机构是国家科技领导小组办公室，设在科技部。历任主任、副主任是：
| 主任 - 王志刚（2018年7月－，科技部部长兼） | 副主任 |